# Uldjyder
Uldjyder er en betegnelse for folk fra den vest- og midtjyske hede omkring Herning, Ikast og Brande. Den fattige egn havde tradition for fåreavl og uldproduktion, og der blev fremstillet strikvarer og klæde som husflid og hjemmeindustri. Tingene blev solgt videre af omvandrende uldkræmmere, der i andre egne lidt nedsættende blev kaldt uldjyder. I dag er ordet lettere spøgefuldt, men også et udtryk for at uldjyderne var grundlaget for den senere tekstilindustri.
Steen Steensen Blicher har skildret miljøet i Hosekræmmeren og E Bindstouw, "bindestuen" hvor der om vinteren blev spundet garn, strikket uldtøj og fortalt historier.
I Steffen Jakobsens roman Sidste Halvleg fra 2006 forekommer den fiktive fodboldklub FC Uldjylland fra Brande.